# M+M's
«M+M's» es el sencillo debut de la banda pop punk estadounidense Blink-182, extraído de su álbum debut Cheshire Cat lanzado en 1995. La canción fue lanzada el 6 de septiembre de 1995, bajo el sello Cargo Music y Grilled Cheese. El sencillo además apareció en el Greatest Hits de la banda, publicado en 2005.
Hubo dos versiones para el vídeo de la canción. En el primer vídeo oficial de la banda grabado en Belmont Park, San Diego, aparecen tocando en la mítica sala SOMA, también en San Diego. El primer videoclip no tuvo mucha difusión en MTV ya que dijeron que no iban a pasar ese tipo de «inmadureces», aunque si gozó de más éxito en canales temáticos rivales como Much Music.

## Formato
| Sencillo en CD |         |          |  |
| N.º            | Título  | Duración |  |
| 1.             | «M+M's» | 2:39     |  |

- Datos: Q1429257